# 蓋爾式手球

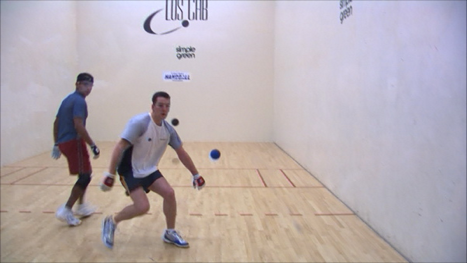
蓋爾式手球

蓋爾式手球（英語：Gaelic handball；愛爾蘭語：liathróid láimhe），又稱為愛爾蘭式手球、壁式手球，是一種流行於愛爾蘭的室內球類運動。
蓋爾式手球與被列為奧運項目的手球運動毫無關係，倒是與壁球、短柄牆球極為類似，其差別只是不用球拍，而是徒手擊球。為了避免受傷，球員的雙手均戴上厚皮手套。由於左、右手均可擊球，其戰術相對較為複雜而多變化。
蓋爾式手球與板棍球、蓋爾式足球一樣，是由全愛爾蘭最大的運動組織－蓋爾運動協會所主導。